# قطعنامه ۲۶۹ شورای امنیت
قطعنامه ۲۶۹ شورای امنیت سازمان ملل متحد که در تاریخ ۱۲ اوت ۱۹۶۹ تصویب شد، سندی بین‌المللی دربارهٔ وضعیت نامبیا است. این قطعنامه طی نشست ۱٬۴۹۷ام
با ۱۱ موافق،۰ مخالف و۴ ممتنع تصویب شد.